# Callionymus marquesensis
Callionymus marquesensis är en fiskart som beskrevs av Fricke, 1989. Callionymus marquesensis ingår i släktet Callionymus och familjen sjökocksfiskar. Inga underarter finns listade.